# Скандагупта
Скандагупта (санскрит: स्कन्दगुप्त) — правитель в 455—467 гг. в Северной Индии из династии Гуптов. В начале царствования Скандагупта, вероятно, отразил вторжение племен пушьямитров (Западная Индия), которое началось еще при его предшественнике Кумарагупте I.

## Биография
Прошлое Скандагупты остается неизвестным. Более поздние официальные родословные опускают его имя, запись возраста и имя его матери. Другой современник отмечает запись о том, что «богиня Лакшми по своей воле выбрала его как мужчину, отбрасываются в последовательности всех других князей». Можно предположить, что Скандагупта был сыном младшей жены. Это мог быть даже просто успешный военачальник, который зачислил себя в правящий клан Гуптов.
Есть и другие основания считать, что Скандагупта не был единственным претендентом на трон. Надписи и монеты говорят о кратковременном правлении какого Гхатоткачи Гупты, очевидно, старшего сына Кумарагупты I, бывшего наместника Восточной Мальвы в последние годы жизни отца..
Скандагупта, перечисляя свои военные подвиги, особенно отмечал победы над чужеземцами и варварами-млеччхами. Очевидно, ему удалось достичь успеха в борьбе с поздними Кушанами. Скандрагупте пришлось вести затяжную войну с эфталитами, которые вторглись в Северо-Западную Индию. В надписи на колонне в Бхитари панегирист свидетельствует: «царь „всю землю потряс двумя руками, когда сошелся в битве с гуннами“». Гуннское нашествие действительно было остановлено на десятилетия.
Хотя Скандагупта одержал победу над эфталитами и сумел сохранить свои владения, ресурсы империи были истощены, о чём, в частности, свидетельствуют примеси других металлов на золотых гуптских монетах в середине V века.

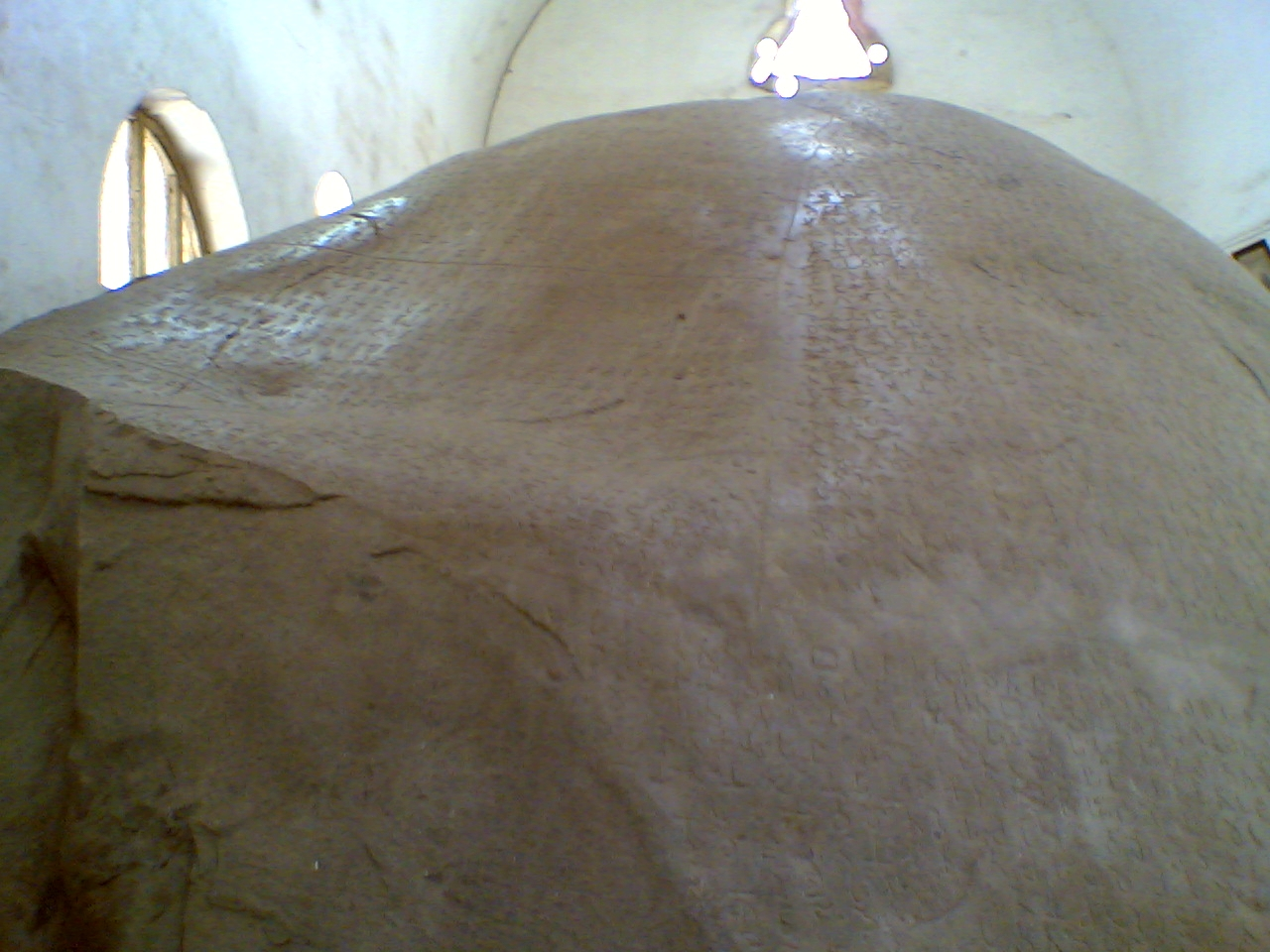
Надписи 14 указов Ашоки и Скандагупти в Джунагадхе

Скандагупта в надписях в Джунагадхе описывается как тот, кто одарен богиней богатства и роскоши Шри-Лакшми. Эта тема находит отражение на его монетах. Монеты изображают победного царя с луком и стрелами и его божественную супругу Шри-Лакшми с лотосом в левой руке, которая считалась его второй женой. Здесь же изображен мифический ястреб, который символизировал победы царей династии Гуптов над гуннами. Скандагупта чеканил четыре вида золотых монет.